# Célà TV
Célà TV est une chaîne de télévision locale française diffusée dans le nord de la Charente-Maritime entre 2011 et 2014.

## Histoire
À la suite de l'appel lancé par le CSA le 19 mai 2009 pour la diffusion d'une chaîne de télévision dans la région de La Rochelle, deux candidatures sont déposées : la société Villages TV avec le projet Villages tv et la société Télé des Pertuis avec le projet Célà TV. Le 7 janvier 2010, le projet Célà TV est sélectionné par le CSA.
Le 1er décembre 2011 à 18 heures, la chaîne commence sa diffusion avec des documentaires. À partir du 5 décembre 2011, elle propose une programmation complète avec des journaux télévisés, de la météo et d'autres émissions.
La ligne éditoriale départementale complète une programmation spécifiquement dédiée à la Charente-Maritime : Sport, économie, culture, vie publique, Célà TV se veut une fenêtre supplémentaire sur l'actualité du département.
Le responsable de la chaîne est Nicolas Auneau, président de la SAS Télé des pertuis. La chaîne emploie cinq personnes.
La mise en liquidation judiciaire de la SAS Télé des Pertuis le 14 octobre 2014 entraîne la fin de la chaîne Célà TV, qui annonce l'arrêt de ses émissions au 17 octobre 2014 à 17 h 17.

## Financement
Le budget annuel de Célà TV est de 450 000 €. 
Le capital est de 172 000 €, détenu à 60 % par des entreprises de la Charente-Maritime et à 40 % par des partenaires privés.
Subvention des collectivités territoriales :
- Conseil général de la Charente-Maritime de 40 000 €.
- Communauté d'agglomération de La Rochelle, initialement prévue de 100 000 € hors taxe par an pendant cinq ans sur la base d'un contrat d'objectifs, la subvention est transformée en achat de prestations pour 100 000 € TTC[4].

## Diffusion
Célà TV est alors diffusée 24h/24 :
- sur la chaîne n°30 de la TNT dans le nord de la Charente-Maritime (Île de Ré, Marans, CDA de La Rochelle, CAPR de Rochefort et nord de l'île d'Oléron).

- sur internet
- sur iPhone/iPod/iPad avec l'application célà tv

## Programmes
Tout images : Un point sur l'actualité en Charente-Maritime, programmé toutes les heures à :17.
Libre Antenne : « L'émission qui vous appartient ». Chacun pouvait y participer en diffusant ses films.
Documentaires locaux : Tous les week-ends, Célà tv diffusait des documentaires concernant la vie du département.